# Duna (duch)
Duna (duch) – w wierzeniach ludu Maguzawa podobny do psa duch wywołujący gorączkę, opętany  przez niego człowiek szczeka jak pies. W ofierze składa mu się czarnego koguta lub kozła.